# Dirk Lippits
Dirk Lippits, född den 3 maj 1977 i Geldrop i Nederländerna, är en nederländsk roddare.
Han tog OS-silver i scullerfyra i samband med de olympiska roddtävlingarna 2000 i Sydney.